# Paranemastoma graecum
Espèce
Synonymes
- Crosbycus graecus Giltay, 1932
- Nemastoma simplex Giltay, 1932 nec Simon, 1913

Paranemastoma graecum est une espèce d'opilions dyspnois de la famille des Nemastomatidae.

## Distribution
Cette espèce est endémique du Péloponnèse en Grèce. Elle se rencontre dans le Taygète.

## Description
L'holotype mesure 3 mm.

## Systématique et taxinomie
Cette espèce a été décrite sous le protonyme Crosbycus graecus par Giltay en 1932. Elle est placée en synonymie avec Paranemastoma simplex par Schönhofer en 2013. Le nom Nemastoma simplex Giltay, 1932 étant préoccupée par Nemastoma bacilliferum simplex Simon, 1913, son synonyme le plus ancien le remplace.

## Étymologie
Son nom d'espèce lui a été donné en référence au lieu de sa découverte, la Grèce.

## Publication originale
- Giltay, 1932 : « Aracnides recueillis par M. D'Orchymont au cours de ses voyages aux Balkans et en Asie Mineure en 1929, 1930 et 1931. » Bulletin du Musée Royal d'Histoire Naturelle de Belgique, vol. 8, p. 1–40.